# Matfield
Matfield est un village du comté de Kent, en Angleterre.